# IC 815
IC 815 је елиптична галаксија у сазвјежђу Дјевица која се налази на листи објеката дубоког неба у Индекс каталогу.
Деклинација објекта је + 11° 52' 36" а ректасцензија 12h 46m 22,6s. Привидна величина (магнитуда) објекта IC 815 износи 13,9 а фотографска магнитуда 14,9. IC 815 је још познат и под ознакама MCG 2-33-15, CGCG 71-35, VCC 2038, NPM1G +12.0335, PGC 43080.